# Месхиев, Дмитрий Дмитриевич
Дми́трий Дми́триевич Ме́схиев (род. 31 октября 1963, Ленинград) — российский кинорежиссёр, театральный режиссёр, театральный и кинопродюсер, сценарист, общественный деятель. Заслуженный деятель искусств Российской Федерации (2006). Художественный руководитель Псковского академического театра драмы им. А. С. Пушкина с 2017 года. Председатель Псковского регионального отделения Союза театральных деятелей РФ с 27 января 2025 года.

## Биография
Дмитрий Месхиев родился 31 октября 1963 года в Ленинграде в семье кинематографистов. Родители работали на киностудии «Ленфильм». Отец — кинооператор Дмитрий Месхиев-старший, мать — режиссёр Наталья Трощенко.
В 1981 году в 17 лет пришёл на киностудию «Ленфильм» работать механиком съемочной техники.
В 1983 году поступил на режиссёрский факультет Всесоюзного государственного института кинематографии (мастерская Марлена Хуциева), который окончил в 1988 году.
В настоящее время — профессор кафедры режиссуры игрового кино Санкт-Петербургского государственного института кино и телевидения, мастер курса.
Член Европейской киноакадемии, член Оскаровского комитета России, член Российской академии кинематографических искусств «Ника», член Российской академии кинематографических наук и искусств «Золотой Орел», член Гильдии продюсеров России, член Союза театральных деятелей России, член попечительского совета Санкт-Петербургского государственного института кино и телевидения, член Совета Ассоциации национальных театров России и один из инициаторов её создания.
Награждён Орденом Дружбы (2021) за «заслуги в развитии отечественной культуры и искусства, многолетнюю плодотворную деятельность».

## Кинематограф
Дмитрий Месхиев снял на Одесской киностудии дебютную картину «Гамбринус» по мотивам одноимённого рассказа Александра Куприна (автор сценария — Валерий Тодоровский), за которую получил специальные призы жюри на фестивале «Дебют-90» в Москве и на Фестивале молодого кино в Валенсии.
С 1990 по 2001 год работал режиссёром-постановщиком на киностудии «Ленфильм»; снял полнометражные фильмы «Циники», «Над темной водой», «Американка», «Женская собственность», «Механическая сюита» и «Прибытие поезда» («Экзерсис № 5»).
В этот период выступал также режиссёром и продюсером концертов группы Сергея Курехина «Поп-механика», создавал видеоклипы и рекламные ролики.
В 2001 году стал продюсером кинокомпании «Черепаха», продолжая при этом карьеру режиссёра.
В 2004 году снял военную драму «Свои», которая получила более 35 призов и премий, в том числе Гран-при Московского международного кинофестиваля, премии «Ника», «Золотой Орел» и «Золотой Овен», и вошла в список 100 главных русских фильмов.
С 2008 по 2010 год Месхиев возглавлял петербургский филиал кинокомпании «Всемирные русские студии».
В 2012 году создал компанию «Кинодело Продакшн». В феврале 2015 года состоялась российская премьера военной драмы Месхиева «Батальонъ», производством которой в том числе занималась «Кинодело Продакшн».
В 2018 году был режиссёром и одним из авторов сценария фильма «Два билета домой», в 2021 году — фильма «Хорошие девочки попадают в рай».
В 2022 году стал членом Совета Ассоциации Национальных театров России.

## Театр
В 2015 году создал Государственное автономное учреждение культуры Псковской области «Театрально-концертная дирекция», в которое вошли Псковский академический театр драмы им. А. С. Пушкина, Псковская областная филармония, Псковский областной театр кукол, Информационно-туристский центр и другие учреждения культуры.
С 2017 года и по настоящее время художественный руководитель и директор Псковского академического театра им. А. С. Пушкина. Театр был четырежды соискателем и трижды лауреатом Национальной театральной премии «Золотая маска».
27 января 2025 года на внеочередной Отчетно-выборной конференции избран председателем Псковского отделения Союза театральных деятелей РФ.

## Бизнес
С 1995 года Дмитрий Месхиев занимается ресторанным бизнесом. Принимал участие в создании восьми ресторанных проектов. Лауреат национальной ресторанной премии.

## Государственная служба и общественная деятельность
В 2007 году Месхиев возглавил Союз кинематографистов Санкт-Петербурга. В 2017 году на Х съезде Союза кинематографистов России был исключен из организации в связи с рядом ложных обвинений. Выиграл иски против Союза кинематографистов, в том числе — касающиеся защиты чести, достоинства и деловой репутации.
В декабре 2011 года возглавил Комитет по культуре Правительства Санкт-Петербурга. В августе 2012 года ушёл с поста председателя.
С 2015 по 2017 год был советником губернатора Псковской области по вопросам культуры и искусства.
До 2024 года — советник первого заместителя Председателя Совета Федерации Андрея Турчака.
Дмитрий Месхиев — один из авторов и инициаторов создания разнообразных фестивалей и спецпроектов, среди которых: Культурный форум в Санкт-Петербурге, международный кинофестиваль студенческих фильмов «Начало», DovlatovFest, фестиваль искусств людей с особенностями развития «Другое искусство», киноклуб «Молоко и сено», проект «Ветка», клуб путешественников имени Глеба Травина «Тропы». Создатель галереи «Цех» при Псковском театре драмы и детской театральной студии «Гвозди». Директор и продюсер фестиваля «Крещендо» в Пскове и Пушкинского праздника поэзии в Пушкинских Горах.
Автор идеи и один из создателей памятника в память о погибших десантниках 6-й роты 76-й воздушно-десантной дивизии в Улус-Кертском ущелье в Чечне.
Один из инициаторов создания инсталляции «Россия начинается здесь» на набережной реки Великой в Пскове.
Построил церковь Казанской Божьей Матери в деревне Посадниково в Псковской области, принимал участие в реставрации церкви Успения Пресвятой Богородицы в деревне Столбушино (скит Святогорского Монастыря), принимал участие в строительстве церкви Веры, Надежды, Любови и Матери Их Софии в Пскове.
Член попечительского совета Святогорского монастыря.
Один из инициаторов создания музея святителя Тихона в Куньинском районе Псковской области.

## Личная жизнь
Имеет пятерых детей. Женат, супруга – Илона Месхиева.

## Фильмография

### Режиссёр-постановщик
- 2021 — «Хорошие девочки попадают в рай» — автор сценария и режиссёр.
- 2018 — «Два билета домой» — режиссёр, соавтор сценария и продюсер[29].
- 2016 — «Стена»
- 2015 — «Батальонъ»[30].
- 2009 — «Человек у окна»
- 2007 — «Семь кабинок»
- 2005 — «Принцесса и нищий»
- 2004 — «Свои»
- 2003 — «Линии судьбы»
- 2003 — «Особенности национальной политики»
- 2002 — «Дневник камикадзе».
- 2001 — «Механическая сюита»
- 1999 — «Женская собственность»
- 1998 — «Американка»
- 1997 — «Бомба»
- 1995 — «Прибытие поезда», новелла «Экзерсис № 5»
- 1993 — «Над тёмной водой»
- 1991 — «Циники»
- 1990 — «Гамбринус»

### Продюсер
- 2015 — Шаг к счастью
- 2015 — Два билета домой
- 2015 — Все курильщики прокляты
- 2015 — Батальонъ
- 2012 — Виктория
- 2012 — Преступление по наследству
- 2011 — Настоящие
- 2011 — Счастливчик Пашка
- 2011 — Ласточкино гнездо
- 2011 — На край света
- 2011 — Забытый
- 2011 — Дом на обочине
- 2011 — Нечисть
- 2011 — Встречное течение
- 2011 — Чистая проба
- 2011 — Иван и Толян
- 2011 — Крестная дочь
- 2011 — Немного не в себе
- 2011 — Отрыв
- 2011 — Сделано в СССР
- 2011 — Сердце Марии
- 2011 — Случайный свидетель
- 2011 — Судмедэксперты
- 2011 — Робинзон
- 2010 — Женские мечты о дальних странах
- 2010 — Индус
- 2010 — Раскрутка
- 2010 — Слово женщине
- 2010 — Такая обычная жизнь
- 2010 — Черкизон. Одноразовые люди
- 2010 — Мой любимый раздолбай
- 2010 — Дыши со мной
- 2010 — Золотой капкан
- 2009 — Личное дело капитана Рюмина
- 2009 — Вербное воскресенье
- 2009 — Одержимый
- 2008 — Волшебник
- 2008 — Государь
- 2008 — Реальный папа
- 2008 — Горячий асфальт
- 2007 — Суженый Ряженый
- 2007 — Кувалда и Таня
- 2007 — Семь кабинок
- 2006 — Поцелуй бабочки
- 2006 — Час Пик
- 2004 — Счастливый
- 2004 — Принцесса и нищий
- 2004 — Большая прогулка
- 2003 — Сёстры
- 1995 — Экзерсис № 5
- 1993 — Над тёмной водой

## Театральные работы

### Режиссёр-постановщик
- 2025 — «Перекресток», вечер русского романса и русской поэзии[31]
- 2024 — «Мой не мой», А. Иванов[32]
- 2022 — «Случайный вальс», спектакль-концерт[33]
- 2021 — «Серёжа очень тупой», Д. Данилов[34]
- 2021 — «Постой, паровоз!», спектакль-кабаре[35]
- 2019 — «Голоса православного Пскова», историко-просветительский спектакль

## Академические звания и почётные степени
- Заслуженный деятель искусств Российской Федерации (1 августа 2006 года) [1]
- Почётный диплом Законодательного Собрания Санкт-Петербурга (17 ноября 2010 года) [36]
- Орден Дружбы (20 апреля 2021 года) [37]

## Общественная деятельность
- Член Гильдии продюсеров России;
- Член Российской Академии кинематографических искусств «Ника»;
- Член Национальной Академии кинематографических искусств и наук России «Золотой Орел»[38];
- Член Европейской киноакадемии;
- Член Оскаровского комитета России;
- Член Союза театральных деятелей России.